# John Mayall's Bluesbreakers
John Mayall's Bluesbreakers is een Britse bluesband, waarvan de samenstelling meerdere keren gewijzigd is.
De band werd in 1963 in Londen opgericht door John Mayall, met de hulp van Alexis Korner. In de beginjaren 60 was de blues onder Engelse popmuzikanten enorm populair. Veel Amerikaanse soldaten die in Engeland gestationeerd waren, hadden bluesmuziek bij zich, die ze in diverse clubs lieten horen. Hierdoor ontstond de beroemde British Blues Boom een stroming waarbinnen heel veel Engelse muzikanten van diverse pluimage elkaar troffen. Jeff Beck, Rod Stewart, Ron Wood, Alan Price, Bill Wyman, Eric Clapton, Keith Richards, Manfred Mann, Mick Jagger, Brian Jones, Long John Baldry, Jimmy Page en vele anderen kon men in de Londense clubs als de The Marquee Club en The Flamingo aantreffen, waarin in diverse gelegenheidsformaties bluesjamsessions plaatsvinden.
De Bluesbreakers van John Mayall kan gezien worden als een kweekvijver voor heel wat bekende gitaristen. De geschiedenis van de band is onlosmakelijk verbonden met de oprichter en bandleider John Mayall, zijn gitaristen en de albums die werden opgenomen.

## Geschiedenis
De eerste Bluesbreakers bestonden uit Roger Dean op gitaar, John McVie op bas en Hughie Flint op drums. Het livealbum John Mayall plays John Mayall flopte en ze gingen in 1965 weg bij Decca. Het leek erop dat John Mayall als bluespurist geen brede erkenning zou krijgen.

### Met Eric Clapton

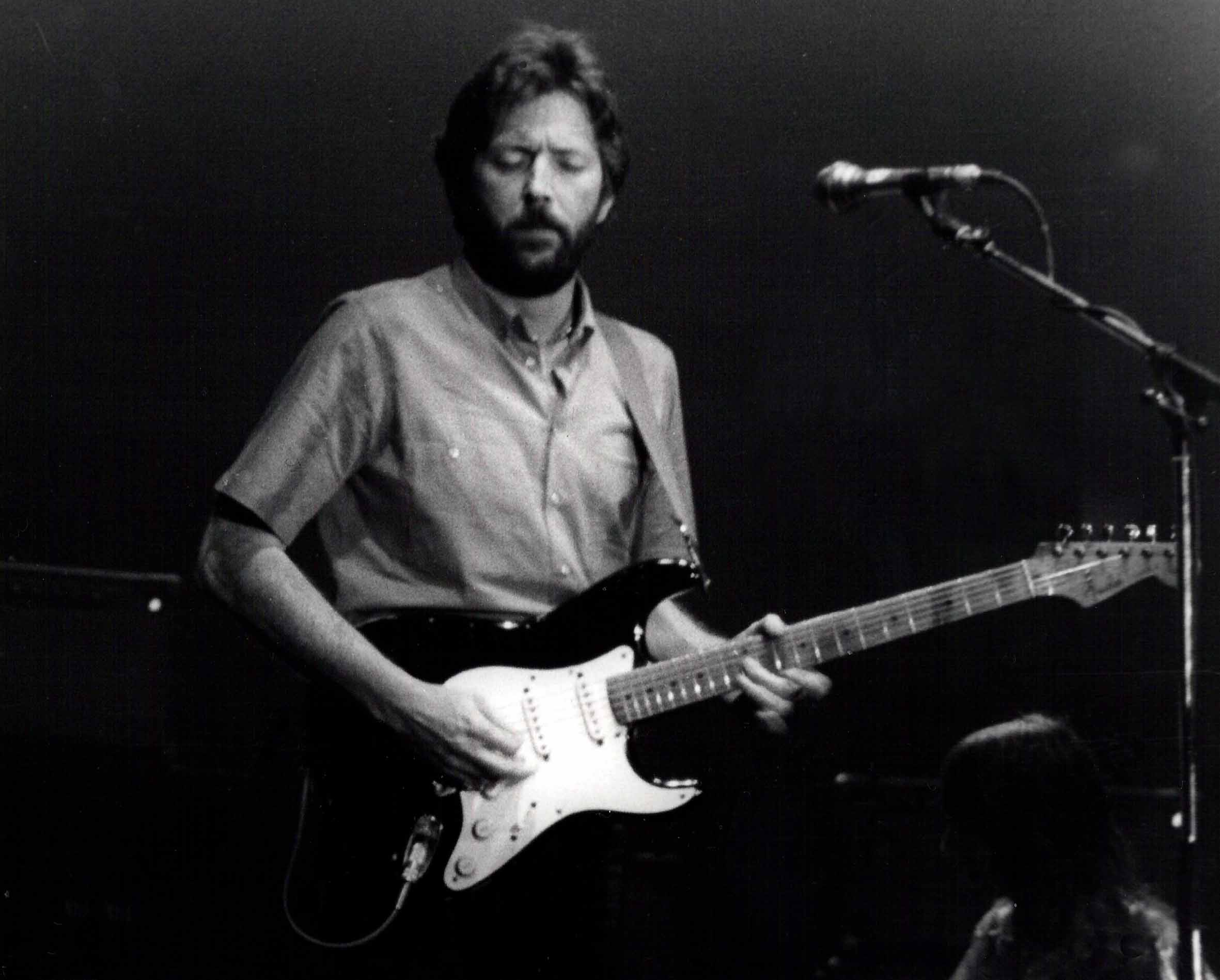
Eric Clapton, 1975

Maar dat veranderde toen hij twee voor hem belangrijke mensen tegenkwam. De eerste was Mike Vernon, een aankomend producer. De tweede was Eric Clapton, een jonge gitarist, die bij The Yardbirds speelde.
Eric was ontevreden over de muzikale richting die The Yardbirds uitgingen en nam de uitnodiging van John aan om bij de Bluesbreakers te komen spelen.
John gaf hem langspeelplaten van Freddie King, Otis Rush, Buddy Guy en andere Chicagobluesmuzikanten. Daarna ging het snel. De Bluesbreakers bestonden toen uit Eric Clapton op gitaar, Jack Bruce op bas, Hughie Flint op drums en John Mayall op orgel en mondharmonica. Toen op 22 juli 1966 het album Blues Breakers with Eric Clapton uitkwam, speelde John McVie op basgitaar. Het album bevatte veel covers, onder meer van Otish Rush, Freddie King, Robert Johnson en Ray Charles en daarnaast een paar composities van John Mayall zelf. Het snoeiharde overstuurde geluid van Clapton was voor die tijd opvallend. Hij speelde in dezelfde stijl als Freddie King. De Gibson Les Paul Sunburst aangesloten op een Marshall-combo-gitaarversterker, zoals Eric dat had gezien op een lp-hoes van Freddie King, werd voor veel gitaristen de standaarduitrusting.
Dankzij Mike Vernon, die Decca ertoe overhaalde om weer contact met de Bluesbreakers op te nemen, werden de gangbare opvattingen binnen de Britse opnamestudio's over muziekregistratie overboord gegooid en werd er voldaan aan Erics wens om de gitaar te laten klinken en op te nemen zoals hij dat wilde. Dit hield in dat zijn versterker net zo hard stond als op het podium waardoor de zingende oversturing van de eindbuizen van zijn Marshall 1962 ontstond. Aangezien de apparatuur uit die tijd dit volume moeilijk kon verwerken werd de microfoon aan de andere zijde van de opnameruimte geplaatst. De Marshall 1962 (de combo-uitvoering van de JTM-45 met twee twaalf inch luidsprekers erin) kreeg onder gitaristen de bijnaam Marshall Bluesbreaker. Het album bereikte de 6e plaats in de lp-hitlijst in Engeland en zou daar 17 weken blijven. Eric verliet hierna de band om met Jack Bruce en Ginger Baker zijn eigen bluesband op te richten: het later wereldberoemde trio Cream.

### Met Peter Green

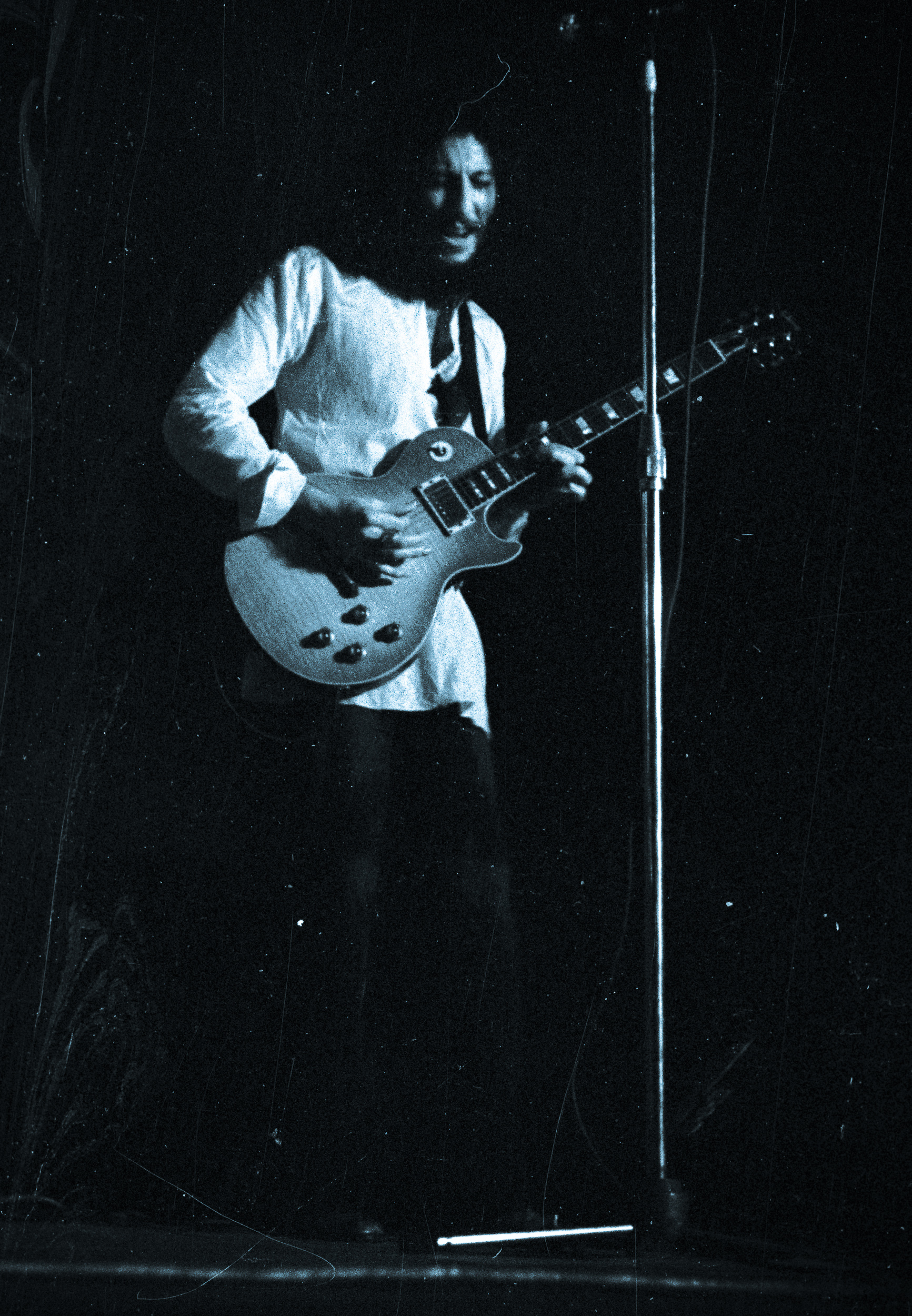
Peter Green, 1970

Tijdens een optreden van de Bluesbreakers nodigde John Mayall Peter Green uit om mee te doen. Eric Clapton keerde echter terug voor een korte periode en pas toen Clapton de Bluesbreakers voorgoed verliet, vroeg John Mayall op 17 juli 1966 Peter Green opnieuw om tot de Bluesbreakers toe te treden. Reeds op 17 februari 1967 kwam het album A Hard Road uit, waarop de melodieuze gitaarlijnen van Green sterk aanwezig zijn. De drummer was inmiddels Aynsley Dunbar.
Het album bevatte veel composities van John Mayall. Ook op dit album maakt John op een aantal nummers weer gebruik van blazers en speelt hij, naast mondharmonica, orgel en piano, ook zelf gitaar: in Someday After a While (You'll Be Sorry) en in Leaping Christine.
Elmore James werd herdacht in Dust My Blues. Hierin spelen John en Peter, duidelijk herkenbaar aan hun eigen stijl, beiden gitaar.
Peter Green liet in de instrumental The Stumble van Freddie King horen dat hij minstens net zo'n goede gitarist als Eric Clapton is. Er stonden ook twee composities van Peter Green op. In The Super-Natural kun je al horen hoe hij later bij Fleetwood Mac zal gaan klinken.
Op 15 juni 1967 verliet Peter Green de Bluesbreakers om de legendarische groep Fleetwood Mac op te richten. John McVie blijft bij de Bluesbreakers.

### Met Mick Taylor

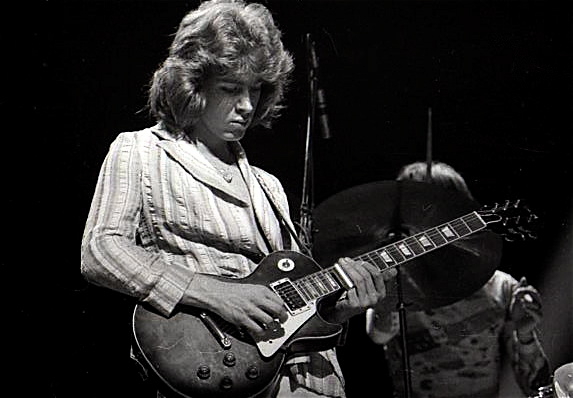
Mick Taylor, 1968

Opnieuw stond John Mayall voor de opgave om een goede gitarist te vinden. Die vond hij in de persoon van Mick Taylor, een tiener die een keer voor Eric Clapton inviel toen deze om de een of andere reden niet kwam opdagen. Hij bleek alle partijen die Clapton speelde uit zijn hoofd te kunnen naspelen. De gitarist had echter na de gig in Hatfield (Hertfordshire, Engeland) zijn naam niet achtergelaten en na maanden zoeken plaatste John uiteindelijk een advertentie in Melody Maker. Mick Taylor las dat hij gezocht werd en trad direct toe tot de Bluesbreakers. Aynsley Dunbar verliet de groep en Keef Hartley nam de drums over.
Op de eerdere albums had John Mayall slechts tijdelijk van blazers gebruikgemaakt. Nu besloot John de groep met twee vaste blazers uit te breiden, zodat de Bluesbreakers een 6-mansformatie werd: Chris Mercer op tenorsax en Rip Kant op baritonsax.
Op 1 september 1967 kwam het zeer volwassen album Crusade uit. De Bluesbreakers klinken als een bigband, zeker door de verrassende arrangementen die Mayall schrijft voor de band. Er stonden slechts vier composities van Mayall en Taylor op. De andere waren bewerkingen van nummers van onder anderen Albert King (Oh, Pretty Woman), Buddy Guy (My Time After Awhile) en Eddie Kirkland (Man of Stone).
Hoogtepunt van het album was Freddie Kings Driving Sideways, waarin Mick Taylor liet horen dat hij een nog virtuozer gitarist was dan Green en Clapton. John Mayalls boogiewoogiepiano en de stuwende blazers maken dit nummer tot een bruisend feest.
Een ander, emotioneel hoogtepunt was Mayalls eigen compositie The Death of J.B. Lenoir. In dit aangrijpende nummer, dat een ode was aan de op dat moment recent overleden bluesgitarist J.B. Lenoir, is de hoofdrol voor de treurende bluesharp en tenorsax.
Twintig dagen later stond de lp in de lp-hitlijst, bereikte de achtste plaats en bleef er veertien weken staan.
Mick Taylor was de langstblijvende gitarist en met hem werden er nog veel albums gemaakt:
- Blues from Laurel Canyon (Decca, 1968)
- Bare Wires (Deram, 1968)
- Diary of a Band, Vol. 1 & 2 (Decca, 1968)
- Laurel Canyon (Decca, 1969)
- Return of The Bluesbreakers (AIM, 1985/lp, 1993/cd)

Ook later zou Mick Taylor, nadat hij in 1969 door Mick Jagger werd overgehaald om bij The Rolling Stones te komen, nog veel met John Mayall blijven spelen.

### John Mayall solo

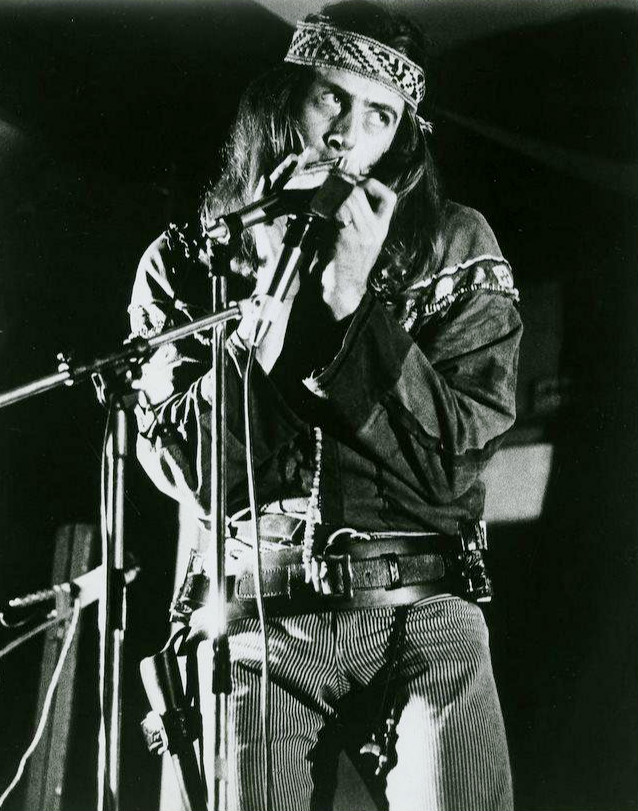
John Mayall, 1970

Ondanks zijn drukke studio- en podiumsessies met steeds wisselende bandformaties benutte John Mayall de spaarzame uren die overbleven om een aantal soloprojecten uit te voeren. Normaliter stalen zijn gitaristen de show en stond hijzelf als muzikant niet echt in het middelpunt. Daar kwam verandering in toen hij in één dag op 1 mei 1967 het album The Blues Alone opnam, waarop hij zelf alle instrumenten bespeelt: orgel, piano, 6- en 9-string gitaar, basgitaar en mondharmonica. Keef Hartley speelt drums.
Het album was van grote klasse en liet een veelzijdige John Mayall horen in ballads en up-tempo nummers. Ook experimenteerde hij met diverse klanken en geluiden.
In het nummer No More Tears liet hij een versnelde gitaar horen met een opnametechniek die eerder door Les Paul in de jaren 40 werd toegepast.
Sony Boy Blow was een ruige mondharmonicastamper begeleid met een honkytonkpiano.
In het gevoelige Broken Wings liet hij zijn virtuositeit op een Hammond B3-orgel horen.
Don't Kick Me, een blues-rocknummer met een Jimi Hendrixachtige slaggitaar (ongeveer zoals in Foxy Lady) en een scheurend Hammondorgel. Dit nummer besluit het album.

### Met Walter Trout
Walter Trout werd door John in 1984 gevraagd om met de Bluesbreakers te spelen. Walter had daarvoor al in Canned Heat als vervanger van Henry Vestine gefungeerd. Hij had een heel andere stijl dan de eerdere gitaristen. Hij speelde razendsnel en zat dicht tegen de hardrock aan. John Mayall had weer een stergitarist aangetrokken en begon met de nieuwe Bluesbreakers aan zeer succesvolle tournees door Europa. Walter bleef vijf jaar bij de Bluesbreakers spelen.
- Behind the Iron Curtain (Crescendo, 1985), live opgenomen in Hongarije op 6 juni 1985
- Chicago Line (Island, 1987), cd
- Power of the Blues (Charly, 1987), cd
- Live at Iowa State University (1987), dvd
- Life in the Jungle (Charly, 1987/1988), cd
- Blues Breaker (NEON, 2000)
- Blues Power (Recall Records, 1999), dubbel-cd

In 1986 trad John Mayall's Bluesbreakers met Walter Trout op in Den Haag op het North Sea Jazz Festival in de Carrouselzaal 1 van het Congresgebouw.